# Sé de Selêucia-Ctesifonte
A Sé de Selêucia-Ctesifonte ou Província Patriarcal de Selêucia-Ctesifonte era uma antiga sé metropolitana da Igreja do Oriente, atestada desde o século III. Foi a sé dos patriarcas da Igreja Persa, até a transferência para Baguedade (cidade localizada cerca de 30 quilômetros ao norte) no século VIII. Nos textos siríacos, a cidade dupla era normalmente indicada com o nome de Selêucia-Ctesifonte ou como Mahoze ("capitais"), Mahoza Rabba ("a grande capital") ou "Medinata de Bete Aramaia" (“As cidades de Assuristão”). Após a conquista árabe, as cidades são muitas vezes referidas pelo nome árabe de Almadaim, "as duas cidades". A metrópole consistia em várias dioceses na região de Assuristão, entre Baçorá e Quircuque, que foram colocadas sob a supervisão direta do patriarca no Sínodo de Iabe-Alaa I em 420.

## História

### Fundação
Sé sufragânea do Patriarcado de Antioquia, a diocese de Selêucia-Ctesifonte, na época capital do Império Sassânida, tinha igual dignidade com as demais dioceses localizadas na Mesopotâmia. A tradição reconhece em Mar Mari, um discípulo de Tadeu de Edessa, um dos Setenta discípulos de Jesus, fundador da primeira comunidade cristã em Ctesifonte. Depois de fundar a diocese de Cascar, a primeira diocese da Mesopotâmia, fundou a Igreja em Coque, um subúrbio de Ctesifonte.
Segundo dados históricos, no entanto, a fundação da diocese de Selêucia-Ctesifonte é relativamente tardia (século III), devido à hostilidade do governo sassânida a uma presença cristã manifesta na capital do império parta. As referências aos bispos de Selêucia-Ctesifonte no período parta são claramente anacrônicas, e muitos dos primeiros bispos do Império Sassânida também carecem de autenticidade histórica. A fundação ocorreu da seguinte forma: no ano de 280 cerca de dois bispos do Patriarcado de Antioquia, visitando a Mesopotâmia, consagraram Papa bar Agai como bispo de Selêucia-Ctesifonte. Papa bar Agai foi o primeiro arcebispo historicamente certo da cidade. Em um Sínodo celebrado na capital, no início do século IV, Papa bar Agai conseguiu impor a supremacia da sé episcopal de Selêucia-Ctesifonte às outras dioceses do império.
O Segundo Concílio Ecumênico do cristianismo, realizado em Constantinopla em 381, confirmou a autoridade do Patriarca de Antioquia sobre as dioceses localizadas nos territórios do Império Sassânida (cânon II).

### Elevação à sé metropolitana
Durante o século V, através de um longo e delicado processo, a diocese de Selêucia-Ctesifonte tornou-se a sé metropolitana da Província de Assuristão. Em 410, no Concílio de Selêucia-Ctesifonte, presidido por Mar Isaque, arcebispo de Selêucia-Ctesifonte, foi reconhecido como "Grande Metropolita e Chefe de todos os Bispos"; além disso, o concílio organizou pela primeira vez a Igreja do Oriente em províncias eclesiásticas. Naquela ocasião, as dioceses de Assuristão permaneceram independentes. Apesar disso, foi reconhecido um vínculo especial entre a diocese de Seleucia-Ctesifonte e a de Cascar. Mar Isaque foi o primeiro a ser oficialmente denominado Católico. Nas décadas seguintes, os católicos adotaram o título adicional de patriarca, que acabou se tornando a designação mais conhecida.
No sínodo convocado por Mar Iabe-Alaa I em 420, as sioceses de Assuristão foram submetidas à autoridade direta do "Grande Metropolita". Outros atos sinodais redigidos durante o século V falam da existência de uma "Província do Patriarca", também conhecida como "Grande Eparquia". Em 424, a Igreja do Oriente, reunida em concílio, sancionou sua própria independência e autonomia doutrinária. A separação definitiva do Patriarcado de Antioquia ocorreu no Concílio de Selêucia-Ctesifonte em 486.
Posteriormente, essa autoridade metropolitana dos bispos de Selêucia-Ctesifonte sobre a diocese de Assuristão não parece mais ter sido questionada. Segundo Elias de Damasco, que escreveu no final do século VIII, Selêucia-Ctesifonte teve, ao longo de sua história, treze dioceses sufragâneas: Cascar, Tirã, Dair Hasquel, Hirta, Ambar (Perisapora), Alcim (Xena d. Bete Ramã), Uquebara, Arradã, Nifre, Alcasra, Ba Daraia e Ba Cusaia (Bete Daraie), Abedaci (Naargur) e Albuazique (Conixabur ou Bete Uazique).
O patriarca Henanixo I (773-80) transferiu a sé patriarcal para Baguedade, que se tornou a nova capital do Califado Abássida. No entanto, os patriarcas sempre mantiveram o título de Bispos de Selêucia-Ctesifonte.